# تالاب آلماگل
تالاب آلماگل تالاب آب شوری در شهرستان گنبد کاووس، بخش داشلی برون با ۲٬۰۷ کیلومتر مربع مساحت و حداکثر ۲ متر عمق است. این تالاب در زبان محلی به معنی دریاچه سیب است. مجموعه سه تالاب آلماگل، آلاگل و آجی‌گل به عنوان تالاب بین‌المللی از سال ۱۹۷۵ در کنوانسیون رامسر به ثبت رسیده و با مساحت ۱۴۰۰ هکتار تحت حفاظت سازمان محیط زیست است. بارندگی سالانه در این تالاب ۲۵۰ تا ۳۰۰ میلی‌متر، رطوبت بین ۲۶ تا ۱۰۰ درصد و متوسط دما حداقل منهای پنج و حداکثر ۴۲ درجه سانتی‌گراد است. شوری آب این دریاچه کمتر از دو دریاچه آلاگل و آجی گل است و منبع اصل تأمین آب آن رودخانه اترک است.

## پوشش گیاهی
چنگال آبی، بومادران آبی، جگن، نی، هفت‌بند، آلاله آبی و لویی از جمله گیاهای آبزی و علف شور، جاروی ترکمنی، گزشاهی، خارشتر، یولاف وحشی، چمن و مرغ از گیاهان حاشیه این تالاب می‌باشند. تعدادی از گونه‌های گیاهی غیربومی هم توسط سازمان جهاد کشاورزی در این منطقه کاشته شده‌است.

## جانوران
زردک، سیاه‌ماهی، کپورچه، آمور، کپور معمولی، پاروا، کلمه، اسبله، گامبوزیا و گاوماهی از آب‌زیان این دریاچه هستند که از این بین کپورچه، آمور، کپورمعمولی، پاروا و گامبوزیا از ماهیان غیربومی و وارداتی آب‌های شیرین محسوب می‌شوند.

## دوزیستان
دوزیستانی همچون قورباغه مردابی و وزغ سبز هم به تعداد زیاد در این منطقه وجود دارد.

## خزندگان
لاک‌پشت برکه‌ای اروپایی، لاک‌پشت برکه‌ای خزری، لاسرتای سبزخزری، آگامای خورشیدپرست، بزمجه، مار آبی، کفچه مار و افعی از خزندگان این منطقه می‌باشند.

## پرندگان
۳۶ گونه پرنده هم در تالاب‌های این منطقه جوجه‌آوری می‌کنند.
مهم‌ترین پرندگان مهاجر آبزی و کنار آبزی آلماگل؛ کشیم گردن‌سیاه، باکلان، حواصیل خاکستری، قار، اردک سرسیاه، اردک سیاه‌کاکل، اردک تاج‌دار، اردک سرسفید، خوتکا، چنگر، چوب‌پا، خروس کولی، تلیله کوچک، آبچلیک، کاکایی، قوی گنگ، غاز پیشانی‌سفید و عقاب دریایی دم‌سفید می‌باشند.
از بین این پرندگان اردک سرسفید، اردک سرسیاه، اردک سیاه کاکل، اردک تاجدار، قوی گنگ و غاز پیشانی سفید و عقاب دریایی دم‌سفید از گونه‌های در معرض خطرند.

## پستانداران
مهم‌ترین پستانداران اطراف این تالاب شامل تشی، جرد بزرگ، خرگوش، گربه دشتی، روباه معمولی، روباه سردم سیاه، شغال و گراز می‌شود.